# Сражение при Хальмстаде
Сражение при Хальмстаде (или Сражение у Филлебро) — сражение, произошедшее 17 августа 1676 года в пяти км к югу от Хальмстада во время Датско-шведской войны 1675—1679 годов. Это был последний бой в Халланде между Данией и Швецией.

## Предыстория
Датская армия в конце июня 1676 года высадилась у Хельсингборга в Сконе и менее чем за месяц завоевала почти всю провинцию. Шведская армия была вынуждена отступить на север, к Векшё.
В начале августа генерал Якоб Дункан с 4000 датских солдат был направлен на север, в провинцию Халланд, чтобы взять Хальмстад и, по возможности, объединиться с армией графа Ульрика Гюлленлёве, который был у Гётеборга и собирался осаждать город.
11 августа король Карл XI и его небольшая армия направилась на запад, чтобы перехватить Дункана. Дункан был проинформирован о приближении шведских войск, но он предполагал, что это был лишь небольшой отряд под командованием генерала Рутгера фон Ашеберга. Поэтому Дункан не торопился, когда решил оставить Хальмстад и вернуться на юг в Сконе. В полдень 17 августа шведская армия перекрыла дорогу из Сконе в Хальмстад, и Дункан оказался в ловушке. Шведы разрушили мост, ведущий на юг, и двинулись на север.

## Сражение
Спустя всего несколько километров шведский авангард под командованием Ашеберга столкнулся с небольшим датским отрядом, который был обращен в бегство. После короткого преследования Ашеберг оказался лицом к лицу с Дунканом и его войсками. Датская армия собиралась пересечь мост через ручей. Дункан по-прежнему полагал, что отряд Ашеберга — это вся шведская армия, и стал переправлять войска, разрушив строй. В итоге датские боевые порядки на южном берегу оказались стоящими спиной к шведам.
Между тем шведы дождались остальную часть кавалерии и пехоты. Сражение началось с залпа из шведских пушек, после чего Карл XI и его конная гвардия ринулась вниз по холму, чтобы напасть на датское левое крыло. Вскоре шведы также ударили по центру. Через 15 минут датское левое крыло было рассеяно. В центре датская пехота яростно защищалась, отражая атаки шведской кавалерии.
В этот момент Дункан понял свою ошибку и приказал своим оставшимся войска отступить назад по мосту. Но шведская кавалерия на правом фланге нашла брод и начала переправляться через ручей. Понимая, что битва проиграна, Дункан капитулировал. Бой продолжался чуть больше часа.

## Последствия
Поражение у Хальмстада нанесло тяжелый удар по датских планам по продвижению на север и вступлению в контакт с норвежской армией. На следующий день после битвы датский король Кристиан V оставил свой лагерь Кристианстада и начал движение к Хальмстаду. 5 сентября он достиг Хальмстада и начал безрезультатную осаду город. Три недели спустя он вернулся в Сконе для зимовки.
Сражение у Хальмстада стало также первой крупной победой 20-летнего Карла XI. Оно подняло боевой дух и генералов, и всей шведской армии. Армия была ещё слишком слаба, чтобы противостоять датчанам в Сконе, и отправилась на север, в Варберг, ожидать подкреплений.